# サッチャム (バークシャー州)
サッチャム（英語: Thatcham）は、イギリス・イングランド・バークシャー州にあるタウンである。ニューベリーから東に約5キロメートル、レディングから西に約24キロメートル、ロンドンから西に約87キロメートルの距離にある。人口は1951年には5,000人、1961年には7,500人だったが、20世紀後半に急増し、2001年には22,824人となった。第二次世界大戦中は、イギリス南部最大規模の捕虜収容所である第1001収容所が置かれた。
サッチャムは、ケネット川、ケネット・アンド・エイボン運河、イギリス国道A4、ローマ街道が通っている。レディングとニューベリーを結ぶ鉄道路線にサッチャム駅がある。地元の雇用は軽工業、販売・流通、小売、公共部門が中心である。小学校は多くあるが、中等学校はケネット・スクールのみである。
また、英国保険協会が設立した非営利団体であるThe Motor Insurance Repair Research Centreの本部があり、サッチャム・リサーチ（または単にサッチャム）の通称で呼ばれている。サッチャム準拠を参照。

## 歴史
この地域には先史時代から人が住んでいた痕跡があり、「イギリスで最も古くから継続的に人が住んでいた場所」としてギネス世界記録に記載されている。紀元前8400年から7700年までの中石器時代の集落の保存状態の良い遺跡が周辺で発見されている。また、青銅器時代、鉄器時代、古代ローマ時代の集落の痕跡もある。
町の名前は、西暦500年頃に村を設立したTace（Tac、Tecとも）と呼ばれるサクソン人の酋長の名前に、古英語で「村落」(hamlet)を意味するhamを付けたTacehamに由来するという説がある。しかし、975年に書かれた現存する最古の文献では、Thaechamと表記されている。Thaecは、「屋根を覆う」という意味の古英語þæcまたはthaecに由来する。1086年のノルマン・コンクエストの頃には、わずかに変化してTacehamになっていたが、その後いくつかの変化を経て16世紀に現在の形が採用された。

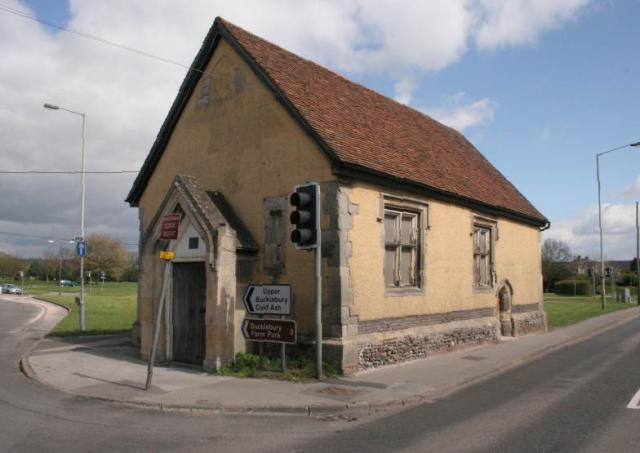
1304年頃に建てられた殉教者聖トマスの礼拝堂

この町は、殉教者聖トマスの礼拝堂が建てられた1304年頃に大きな繁栄期を迎えた。当時の人口はニューベリーよりも多かった。教区教会としてノルマン様式建築のセント・メアリー協会が建設され、1857年に改修された。これは以前のサクソン教会と同じ敷地に建てられたと考えられている。
1121年にヘンリー1世がレディング修道院を設立し、タッチャムの荘園などの多くの土地を寄進した。同時にサッチャム村落(Hundred)は廃止され、西部はフェアクロス村落に、残りはレディング村落に移管された。
それまでソールズベリー教区の所有物であったサッチャム教会は、1141年にヘンリー1世の子のマティルダ皇后によってレディング修道院に与えられ、同時に、父親により寄進された荘園の修道院による所有権も確認された。

### 2007年7月の浸水

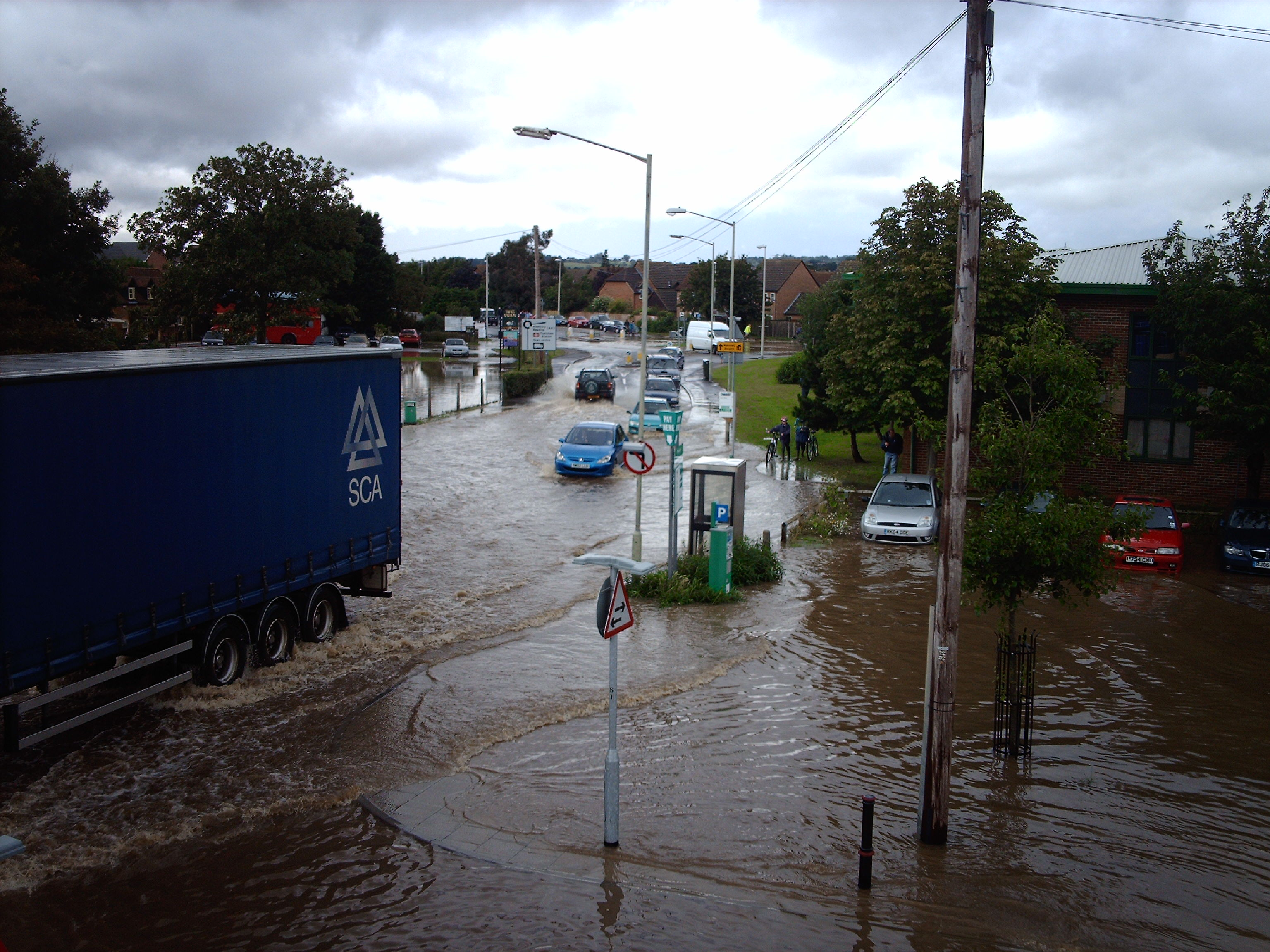
冠水した駅前の道路

2007年7月20日に、平年の7月1か月間の雨量の3倍が24時間で降る持続的な大雨により、サッチャムの一部が浸水した。川は氾濫しなかったものの、丘から流れ下ってきた大量の水により道路が通行不能になり、学校から出られなくなったケネット・スクールの生徒数百人が、ロープを使って脱出を試みた。約1,100件の物件が影響を受け、多くの住民が移動式の家に引っ越した。

## 地理
サッチャムのすぐ南側には、サッチャム・リード・ベッド（サッチャムのヨシ原）という特別自然保護地域（Site of Special Scientific Interest(SSSI)）がある。

## 交通

### 鉄道
サッチャム駅は町内で唯一の鉄道駅である。レディング＝タウントン線の駅であり、グレート・ウェスタン・レールウェイがレディングとニューベリーの間の定期便を運行しているほか、ロンドン・パディントン駅とベドウィンの間の臨時便もある。2016-17年の乗降客数は581,000人だった。

### 道路
ロンドンとブリストルの間を東西方向に走る国道A4が町の中央を分断している。長距離輸送の機能は、A4にほぼ平行するM4モーターウェイが担っている。町に最も近いインターチェンジは、チーブリーインターチェンジである。

## 姉妹都市
サッチャムは、ドイツ・ノルトライン＝ヴェストファーレン州のニデッゲンと姉妹都市である。